# خليفة كوليبالي
خليفة كوليبالي (بالفرنسية: Kalifa Coulibaly) لاعب كرة قدم مالي ولد في باماكو يوم 21 غشت 1991 و يمارس حاليا كمهاجم في صفوف نادي غينك ببلجيكا.

## روابط خارجية
- خليفة كوليبالي على موقع الاتحاد الأوربي (الإنجليزية)
- خليفة كوليبالي على موقع قاعدة بيانات كرة القدم.إي يو (الإنجليزية)
- خليفة كوليبالي على موقع بيانات كرة القدم. دي إي (الألمانية)
- خليفة كوليبالي على موقع ناشيونال فوتبول تيمز (الإنجليزية)
- خليفة كوليبالي على موقع Soccerbase.com (لاعب) (الإنجليزية)
- خليفة كوليبالي على موقع Soccerway.com (الإنجليزية)
- خليفة كوليبالي على موقع عالم كرة القدم.نت (الإنجليزية)
- خليفة كوليبالي على موقع كووورة
- خليفة كوليبالي على موقع AS.com (الإسبانية)